# Botanical Journal of the Linnean Society
Botanical Journal of the Linnean Society (Bot. J. Linn. Soc.) er et videnskabeligt tidsskrift, der offentliggør nye artikler om planters og svampes taxonomi, anatomi, cytologi, økologi, etnobotanik, elektronmikroskopi, palæobotanik, palynologi og fytokemi.
Tidsskriftet bliver udgivet af Linnean Society of London (Linnéselskabet i London) og kan fås både i en trykt og en onlineudgave.
Ligesom Biological Journal of the Linnean Society (udgivet siden 1858), blev tidsskriftet udviklet på grundlag af selskabets første tidsskrift, Transactions, som rummede tidlige artikler af Darwin og Wallace. Med tiden er det blevet en vigtig, nutidig udgivelse for alle dem, der arbejder med botanik.

## Eksterne links
- Se et eksempel på tidsskriftet, nemlig udgaven fra oktober 2009: Botanical Journal of the Linnean Society, 2009, 161, 2 (Webside ikke længere tilgængelig)